# 말라가

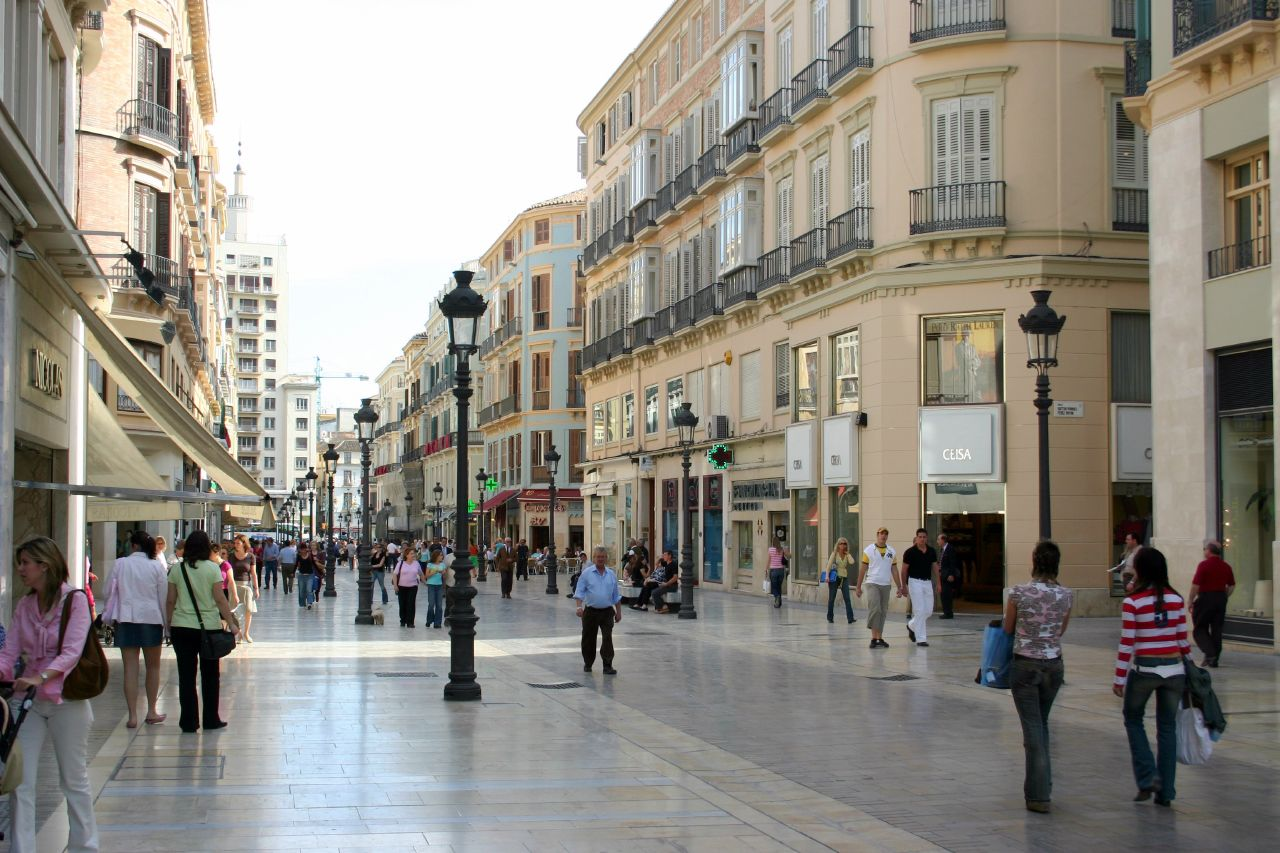
말라가의 중심가인 라리오스 가

말라가(스페인어: Málaga)는 스페인 남부의 항구 도시로 지중해를 마주하고 있다. 2007년 기준 시의 인구는 561,250명이다. 말라가 주의 주도이며 위성 도시의 인구를 합치면 60만명에 달하는데 스페인의 대도시로는 그 규모가 6위에 해당한다. 말라가는 과달메디나 강의 왼편 둑에 자리하는데 주변은 산으로 둘러싸여 있다. 과달오르세 강은 말라가의 서쪽을 지나 지중해로 흘러들어간다.
지중해성 기후가 나타나므로 온화하고 살기 좋은 기후가 나타난다. 대개 평균 기온은 섭씨 19도이다. 하늘이 파랗고 넓은 항만을 끼고 있어 흔히 나폴리에 비교되기도 한다.
말라가의 주시가지는 항구 안쪽에 자리한다. 중심부 너머로는 농작지와 관광지로 구분된다.

## 관광

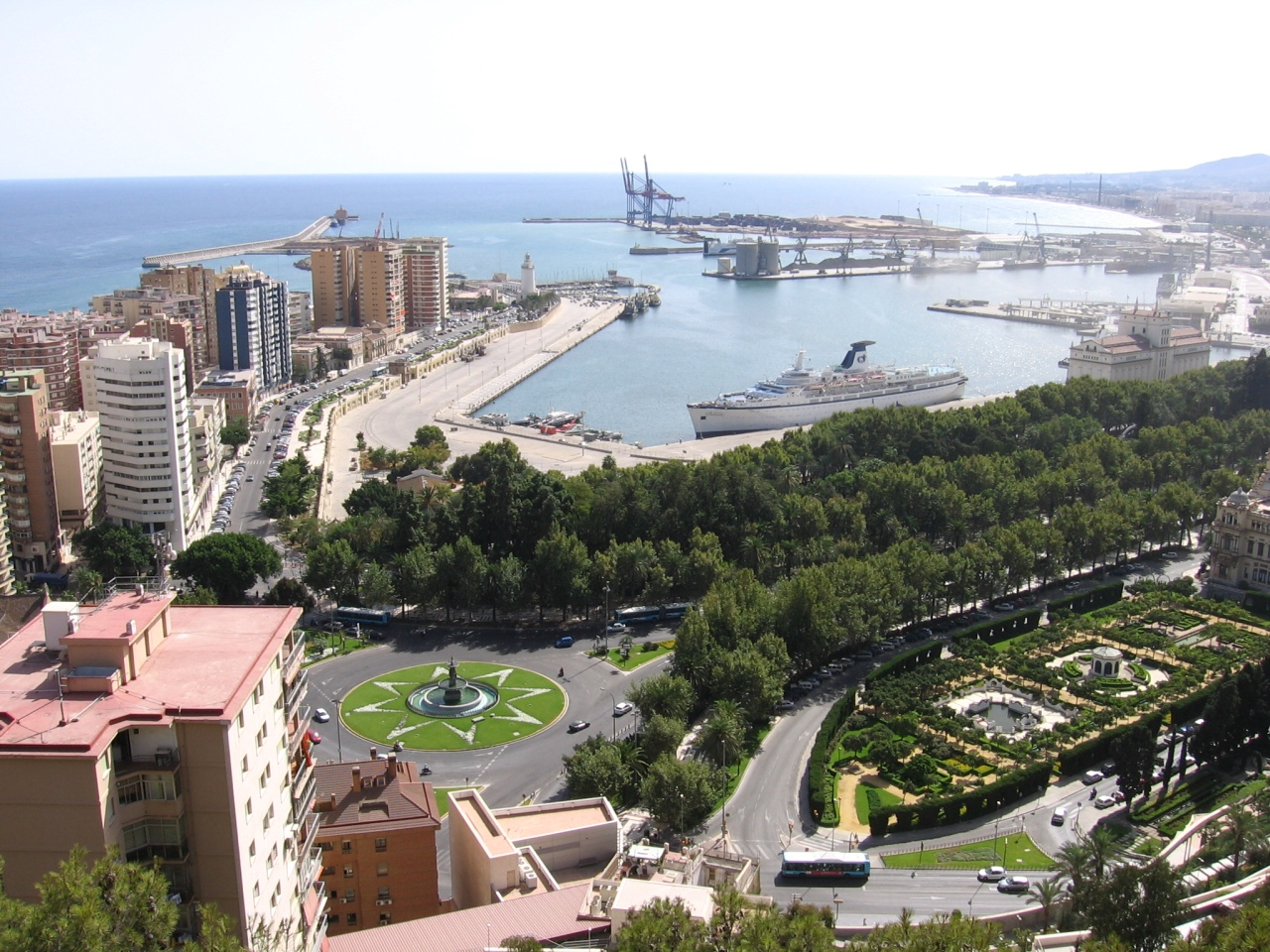
말라가 항

말라가는 관광지로 각광받고 있다. 파블로 피카소가 태어난 곳이기 때문에 그 기념관을 찾기 위해 방문하는 사람도 많은 편이다. 더군다나 북유럽에서 직항으로 항공편이 많이 개설되어 있어 영국, 네덜란드, 아일랜드, 독일인 관광객이 많이 찾는다.
말라가에서는 세비야도, 코르도바도, 그라나다도 등으로 기차, 버스, 도로가 개설돼 있다.
가장 대표적인 산책로는 가운데의 언덕에 자리한 히브랄파로 성이다. 시의 전경을 볼 수 있어 인기 있을 뿐 아니라 인근에는 산책 공원이 있다. 조각품과 숲이 잘 조생돼 있기로 유명하다. 라리오스 가를 지나다 보면 말라가 시의 상점가를 거의 볼 수 있다.

## 교통
대부분의 관광객은 말라가 국제공항으로 여행을 즐긴다. 말라가 항구도 인근 남부유럽 관광객들이 방문하는 통로이기도 하다.
철도로는 마드리드와 직통으로 연결된다. 2007년 12월 23일부로 스페인의 고속철도인 AVE가 개통돼 2시간 반이면 마드리드에서 말라가로 올 수 있다. 말라가에는 통근선이 여러 개 개설돼있기는 하지만 지하철은 건설 중에 있다.
시내에서는 버스가 가장 흔한 교통수단이다. 말라가의 버스 정류장은 4번 버스로 거의 연결된다.

## 기후
| 말라가 (말라가 코스타델솔 공항)의 기후                         | 말라가 (말라가 코스타델솔 공항)의 기후 | 말라가 (말라가 코스타델솔 공항)의 기후 | 말라가 (말라가 코스타델솔 공항)의 기후 | 말라가 (말라가 코스타델솔 공항)의 기후 | 말라가 (말라가 코스타델솔 공항)의 기후 | 말라가 (말라가 코스타델솔 공항)의 기후 | 말라가 (말라가 코스타델솔 공항)의 기후 | 말라가 (말라가 코스타델솔 공항)의 기후 | 말라가 (말라가 코스타델솔 공항)의 기후 | 말라가 (말라가 코스타델솔 공항)의 기후 | 말라가 (말라가 코스타델솔 공항)의 기후 | 말라가 (말라가 코스타델솔 공항)의 기후 | 말라가 (말라가 코스타델솔 공항)의 기후 |
| 월                                                             | 1월                                    | 2월                                    | 3월                                    | 4월                                    | 5월                                    | 6월                                    | 7월                                    | 8월                                    | 9월                                    | 10월                                   | 11월                                   | 12월                                   | 연간                                   |
| -------------------------------------------------------------- | -------------------------------------- | -------------------------------------- | -------------------------------------- | -------------------------------------- | -------------------------------------- | -------------------------------------- | -------------------------------------- | -------------------------------------- | -------------------------------------- | -------------------------------------- | -------------------------------------- | -------------------------------------- | -------------------------------------- |
| 역대 최고 기온 °C (°F)                                         | 26.8 (80.2)                            | 30.0 (86.0)                            | 31.4 (88.5)                            | 34.3 (93.7)                            | 35.6 (96.1)                            | 41.0 (105.8)                           | 44.2 (111.6)                           | 44.0 (111.2)                           | 40.0 (104.0)                           | 36.3 (97.3)                            | 30.4 (86.7)                            | 29.9 (85.8)                            | 44.2 (111.6)                           |
| 일평균 최고 기온 °C (°F)                                       | 17.2 (63.0)                            | 17.9 (64.2)                            | 19.7 (67.5)                            | 21.8 (71.2)                            | 24.7 (76.5)                            | 28.5 (83.3)                            | 31.0 (87.8)                            | 31.5 (88.7)                            | 28.4 (83.1)                            | 24.3 (75.7)                            | 20.2 (68.4)                            | 17.8 (64.0)                            | 23.6 (74.5)                            |
| 일일 평균 기온 °C (°F)                                         | 12.5 (54.5)                            | 13.2 (55.8)                            | 14.9 (58.8)                            | 16.8 (62.2)                            | 19.8 (67.6)                            | 23.6 (74.5)                            | 26.1 (79.0)                            | 26.7 (80.1)                            | 23.8 (74.8)                            | 19.9 (67.8)                            | 15.8 (60.4)                            | 13.4 (56.1)                            | 18.9 (66.0)                            |
| 일평균 최저 기온 °C (°F)                                       | 7.9 (46.2)                             | 8.4 (47.1)                             | 10.1 (50.2)                            | 11.9 (53.4)                            | 14.9 (58.8)                            | 18.6 (65.5)                            | 21.2 (70.2)                            | 22.0 (71.6)                            | 19.2 (66.6)                            | 15.4 (59.7)                            | 11.4 (52.5)                            | 9.1 (48.4)                             | 14.2 (57.5)                            |
| 역대 최저 기온 °C (°F)                                         | −2.6 (27.3)                            | −3.8 (25.2)                            | −1.2 (29.8)                            | 2.8 (37.0)                             | 5.0 (41.0)                             | 9.8 (49.6)                             | 10.0 (50.0)                            | 12.2 (54.0)                            | 10.2 (50.4)                            | 5.6 (42.1)                             | 1.4 (34.5)                             | −0.8 (30.6)                            | −3.8 (25.2)                            |
| 평균 강수량 mm (인치)                                          | 62.1 (2.44)                            | 56.1 (2.21)                            | 66.0 (2.60)                            | 41.3 (1.63)                            | 23.1 (0.91)                            | 4.4 (0.17)                             | 0.1 (0.00)                             | 2.7 (0.11)                             | 25.2 (0.99)                            | 60.6 (2.39)                            | 77.1 (3.04)                            | 87.7 (3.45)                            | 506.4 (19.94)                          |
| 평균 강수일수 (≥ 0.1 mm)                                       | 5.4                                    | 4.6                                    | 5.1                                    | 4.4                                    | 3.2                                    | 0.6                                    | 0.0                                    | 0.4                                    | 2.3                                    | 4.5                                    | 5.4                                    | 5.6                                    | 41.5                                   |
| 평균 상대 습도 (%)                                             | 67                                     | 66                                     | 65                                     | 62                                     | 58                                     | 56                                     | 57                                     | 59                                     | 63                                     | 70                                     | 69                                     | 71                                     | 64                                     |
| 평균 월간 일조시간                                             | 183                                    | 189                                    | 223                                    | 249                                    | 301                                    | 336                                    | 353                                    | 322                                    | 261                                    | 220                                    | 177                                    | 161                                    | 2,975                                  |
| 가능 일조율                                                    | 58.6                                   | 61.8                                   | 60.0                                   | 63.3                                   | 68.4                                   | 76.9                                   | 79.5                                   | 77.0                                   | 69.7                                   | 63.0                                   | 57.1                                   | 53.6                                   | 65.7                                   |
| 출처: 스페인 기상청 (평년값: 1991년~2020년, 극값: 1942년~현재) |                                        |                                        |                                        |                                        |                                        |                                        |                                        |                                        |                                        |                                        |                                        |                                        |                                        |

## 자매도시
- 엘 아이운, 서사하라
- 파로, 포르투갈
- 모빌, 앨라배마주 미국
- 파소, 독일
- 과달라하라, 멕시코